# Dicranomyia (Caenolimonia) angustiviria
Dicranomyia (Caenolimonia) angustiviria is een tweevleugelige uit de familie steltmuggen (Limoniidae). De soort komt voor in het Neotropisch gebied.